# Pe-al nostru steag e scris Unire
Pe-al nostru steag e scris Unire (deutsch Einheit steht auf unserer Flagge) war von 1975 bis 1977 die Nationalhymne der sozialistischen Republik Rumänien. Sie ersetzte Te slăvim, Românie.

## Geschichte
Pe-al nostru steag e scris Unire ist ursprünglich ein patriotisches Lied, das den 1859 gegründeten Vereinigten Fürstentümern Moldau und Walachei gewidmet ist. Der Text wurde von Andrei Bârseanu geschrieben und die Musik wurde 1880 von Ciprian Porumbescu komponiert. Seine Melodie wird heute in der albanischen Nationalhymne Himni i Flamurit verwendet.
Das Lied war ab 1940 offizielle Hymne der faschistischen Frontul Renașterii Naționale. Im Jahr 1975 machte das Lied Nicolae Ceauşescu nach einem nationalen Wettbewerb zur Nationalhymne der Sozialistischen Republik Rumänien mit einem von der Rumänischen Kommunistischen Partei modifizierten Text. Da Albanien das Lied jedoch bereits seit 1912 verwendete, wurde die Hymne 1977 durch Trei culori ersetzt.
Am 28. Januar 2016 veröffentlichte der rumänische Journalist George Roca einen Artikel, in dem er die These aufstellte, die Hymne der niederländischen Stadt Maastricht sei aus Pe-al nostru steag e scris Unire kopiert worden. Mestreechs Volksleed, das 2002 adoptiert wurde, hatte eine große Ähnlichkeit mit dem rumänischen Lied, daher verglich Roca beide Lieder und die albanische Hymne. Monate später erklärte Roca seine Zufriedenheit, nachdem er die Wirkung seines Artikels gesehen hatte. Ein Artikel in der Zeitung De Limburger erklärte, dass Mestreechs Volksleed aus dem Abschlusslied der niederländischen Oper Trijn de Begijn von  von Alfons Olterdissen (Text) und Guus Olterdissen (Melodie) aus dem Jahr 1912 stammt und nur zufälligerweise Ähnlichkeiten aufweist.

## Text der ehemaligen Nationalhymne
Nicolae Ceaușescu ließ den Titel zu E scris pe tricolor Unire aufgrund der Ähnlichkeit zur albanischen Hymne verändern.
| Original | Deutsche Übersetzung |
| --- | --- |
| E scris pe tricolor unire Pe roșul steag liberator Prin luptă sub a lor umbrire Spre comunism urcăm în zbor 𝄆 Acel ce-n luptă grea se teme Nu stă între învingători Iar noi, uniți în orice vreme Am fost, vom fi biruitori 𝄇 Viteji, străbunii apărară Pe dragul românesc meleag Noi nu aflăm dușmani în țară Primind prietenii cu drag 𝄆 În cartea Comunistă scrie Că asuprirea va pieri Prin noi, iubita Românie Mereu, în veci va înflori 𝄇 Stăpîn pe-al său destin, poporul De viață dreaptă făurar Clădește falnic viitorul Urmînd partidul unitar 𝄆 Tu, Românie socialistă În lume, mîndră vei sui În era nouă comunistă Etern, etern vei dăinui 𝄇 | Einheit steht auf der Trikolore Auf der roten Befreiungsfahne Durch Schlachten in ihrem Schatten Zum Kommunismus steigen wir im Flug 𝄆 Wer in der Schlacht Angst bekommt Ist nicht unter den Eroberern Doch wir, geeint in aller Zeit Waren und werden siegreich sein 𝄇 Tapfer verteidigten unsere Vorfahren Das liebe rumänische Land In unserem Land haben wir keine Feinde Wir nehmen unsere Freunde mit Liebe an 𝄆 Im kommunistischen Buch steht geschrieben Die Ausbeutung wird ihr Ende erreichen Durch uns, geliebtes Rumänien in der Ewigkeit gedeihen 𝄇 Das Volk ist Herr seines Schicksals Schmiedet ein richtiges Leben Es baut eine glorreiche Zukunft auf Der Einheitspartei folgend 𝄆 Du, sozialistisches Rumänien In der Welt wirst du stolz aufsteigen In der neuen kommunistischen Ära Ewig sollst du gedeihen 𝄇 |

## Ursprünglicher Text (1880)
Grundlage für die Nationalhymne war ein patriotisches Lied, dessen Melodie Ciprian Porumbescu komponierte.
| Original | Deutsche Übersetzung |
| --- | --- |
| Pe-al nostru steag e scris unire, Unire-n cuget și simțiri Și sub măreața lui umbrire Vom înfrunta orice loviri Acel ce-n luptă grea se teme El însuși e rătăcitor, Iar noi uniți în orice vreme Am fost, vom fi învingători. Am înarmat a noastră mână Ca să păzim un scump pământ, Dreptatea e a lui stăpână, Iar domn e adevărul sfânt. Și-n cartea veșniciei scrie Că țări și neamuri vor pieri, Dar mândra noastră Românie Etern, etern va înflori. | Einheit steht auf unserer Flagge, Einigkeit in Gedanken und Gefühlen Und unter ihrem großen Schatten werden wir jeden Schlag ertragen. Wer sich in einem harten Kampf fürchtet der ist selbst verloren, Doch wir, jederzeit geeint Wir waren und werden siegreich sein Wir bewaffneten unsere Hand Um ein kostbares Land zu schützen Gerechtigkeit ist sein Herr Und sein Herr ist die heilige Wahrheit Und im Buch der Ewigkeit steht geschrieben Dass Länder und Völker untergehen werden Doch unser stolzes Rumänien Für immer, für immer wird es blühen. |